# Hänsjön
Hänsjön är en sjö i Torsby kommun i Värmland och ingår i Göta älvs huvudavrinningsområde. Sjön är 10,5 meter djup, har en yta på 1,8 kvadratkilometer och är belägen 88 meter över havet. Sjön avvattnas av vattendraget Norsälven (Ljusnan).

## Delavrinningsområde
Hänsjön ingår i det delavrinningsområde (667811-134624) som SMHI kallar för Utloppet av Hänsjön. Medelhöjden är 151 meter över havet och ytan är 27,53 kvadratkilometer. Räknas de 39 avrinningsområdena uppströms in blir den ackumulerade arean 832,6 kvadratkilometer. Norsälven (Ljusnan) som avvattnar avrinningsområdet har biflödesordning 2, vilket innebär att vattnet flödar genom totalt 2 vattendrag innan det når havet efter 361 kilometer. Avrinningsområdet består mestadels av skog (71 procent) och öppen mark (11 procent). Avrinningsområdet har 1,85 kvadratkilometer vattenytor vilket ger det en sjöprocent på 6,7 procent.